# Un oraș plutitor
Un oraș plutitor (în franceză Une ville flottante) este un roman de Jules Verne, publicat inițial în Journal des Débats între 9 august și 6 septembrie 1870 și apărut ulterior în volum pe 17 iulie 1871. 

## Povestea
Acțiunea cărții se petrece la bordul navei britanice Great Eastern care transportă emigranți spre India și Australia. Una dintre călătoriile sale nu se desfășoară sub auspicii prea bune: plecarea ei este întârziată, iar un accident duce la moartea a patru marinari, care sunt înlocuiți rapid.
Naratorul romanului, un gentleman care și-a luat o lună de vacanță, se întâlnește la bordul lui Great Eastern cu un vechi prieten. Cei doi fac cunoștință cu căpitanul navei și cu pasagerii, despre a căror viață privată încep să afle o serie de lucruri.
Povestea cea mai intrigantă aparține unei femei cu inima frântă, care nu știe că atât soțul ei, pe care îl urăște, cât și adevărata sa iubire se află la bord. Întâlnirea celor doi duce la accese de nebunie și la duel, în timp ce Great Eastern găsește o navă spaniolă plutind în derivă.
Toate aceste drame ale vieții cotidiene constituie un pretext pentru Jules Verne de a prezenta descrieri magnifice ale oceanului, aisberguri uriașe, o furtună pe coasta Newfoundlandului și cascada Niagara.

### Capitolele cărții
Romanul conține treizeci și nouă de capitole, fără titlu.

## Popularizarea inovațiilor tehnologice
Jules Verne folosește romanul Un oraș plutitor pentru a aduce la cunoștința cititorilor cele mai importante inovații în transportul maritim al secolului al XIX-lea - schimbarea mijlocului de propulsie (abur în loc de vânt) și a materialului de construcție (oțel în loc de lemn) - marcând trecerea de la veliere la vaporul cu aburi.
Între Marea Britanie și Statele Unite a existat o competiție continuă pentru reducerea timpilor de navigație între Lumea Veche și Lumea Nouă. Inginerul britanic Isambard Kingdom Brunel, renumit pentru construcția căii ferate engleze Great Wester, a podurilor Royal Albert, Windsor Railway și Maidenhead Railway, a conceput nava Great Western, cu o lungime de 72 de metri. Aceasta a fost lansată la apă în anul 1837, inaugurând ruta Anglia - New York, durata călătoriei fiind de 2 săptămâni. Ea a fost urmată de Great Britain, o navă de 98 de metri, lansată la apă în 1843, considerat primul vapor cu aburi modern, fiind propulsat de un motor cu elice și având coca de oțel.

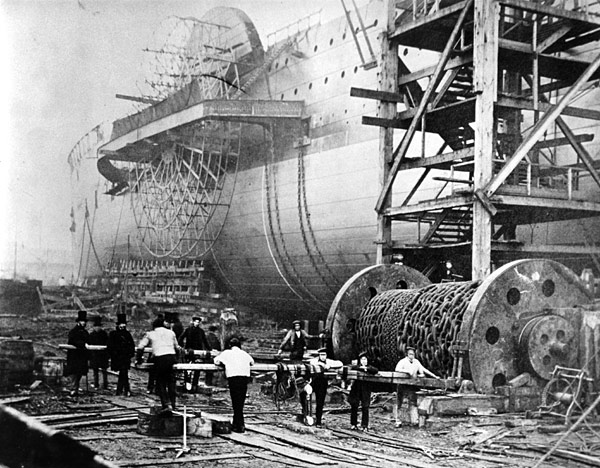
Great Eastern cu puţin timp înainte de lansarea la apă din 1858

Nava Great Eastern, pe care se petrece acțiunea romanului, reprezintă următoarea creație a inginerului britanic și avea o lungime de 213 de metri. Jules Verne călătorise cu acest vapor în 1867, împreună cu fratele său Paul, îndreptându-se spre SUA. El descrie toate inovațiile introduse de Brunel, prezentând amplasarea cabinelor pe punte și în carena navei, folosirea lucarnelor pentru iluminare, sistemul de aer condiționat și utilizarea spațiului pentru confortul pasagerilor.

## Teme abordate în cadrul romanului
- Imensitatea navei Great Eastern și a infrastructurii sale (folosirea masivă a aburului pentru acționarea mașinăriei acestui pachebot de lux)
- Nebunia (reprezentată de personajul Ellen Hodges)

## Lista personajelor
- Căpitanul Anderson
- Dl. Alfred Cohen
- Dna. Cohen
- Cokburn
- Căpitanul Archibald Corsican
- Jules D…
- Harry Drake
- Cyrus West Field
- Baronul Gauldrée Boilleau
- Ellen Hodges
- Mac Alpine
- Căpitanul Fabian MacElvin
- Mac Karthy
- Căpitanul Mac Ph…
- Dna. Mac Ph…
- O’Kelly
- Doctorul Dean Pitferge
- Dna. R…
- John Rose
- W…
- Dl. Whitney
- Dna. Whitney
- Wilmore
- Wilson

## Traduceri în limba română
- perioada interbelică - Un oraș plutitor, Ed. Socec & Co., traducere Anton Constantinescu, 230 pag.
- cca. 1940 - Un oraș plutitor, Ed. Cugetarea, 116 pag.
- 1985 - Un oraș plutitor. Spărgătorii blocadei. Invazia mării, Ed. Ion Creangă, colecția "Jules Verne", nr. 35, traducere Doina Opriță, 280 pag.
- 2001 - Un oraș plutitor, Ed. Corint, traducere Dan Starcu, 104 pag., ISBN 973-653-187-2
- 2008 - Doctor Ox. Un oraș plutitor, Ed. Arthur, colecția "Arthur clasic", traducere Ion Hobana și Doina Opriță, 256 pag., ISBN 978-973-88909-2-4
- 2010 - Un oraș plutitor. Invazia mării, Ed. Adevărul, colecția "Jules Verne", vol. 35, traducere Nicolae Constantinescu și Georgiana Gabor, 340 pag., ISBN 978-606-539-181-9